# Battenberg (Eder)
Battenberg település Németországban, Hessen tartományban. Lakosainak száma 5585 fő (2023. december 31.).

## Népesség
A település népességének változása:
| Lakosok száma | 5379 | 5292 | 5323 | 5427 | 5500 | 5585 |
|               | 2014 | 2017 | 2019 | 2021 | 2022 | 2023 |